# Negasonic Teenage Warhead
Negasonic Teenage Warhead (alias Ellie Phimister) est un personnage de fiction Mutant de l'univers Marvel Comics qui apparaît pour la première fois dans New X-Men #115 en 2001. Elle était l'étudiante d'Emma Frost. Une illusion d'Ellie apparaît en tant que membre du Club des Damnés dans Astonishing X-Men.  Grant Morrison a déclaré l'avoir nommée d'après la chanson des Monster Magnet Negasonic Teenage Warhead (en).

## Biographie
Ellie Phimister était une adolescente genoshan et une étudiante de la télépathe Emma Frost. Lors d'une séance de tutorat, Ellie a déclaré avoir eu un cauchemar récurrent cinquante fois la nuit précédente dans laquelle toutes les personnes de Genosha étaient exterminées. Elle a ensuite déclaré qu'elle avait eu la même vision pendant le cours. Presque simultanément, les Sentinelles sauvages de Cassandra Nova apparaissent à Genosha et tuent la moitié de la population mutante du monde : soit seize millions de personnes.
Portant ce qui semblait être le cadavre d'Ellie, Emma Frost, qui avait survécu au génocide génoshéen grâce à la manifestation de sa mutation secondaire lui permettant de se transformer en diamant, a été trouvée par Le Fauve et Jean Grey. Emma a déclaré que l'adolescente, qui s'était nommée elle-même Negasonic Teenage Warhead, faisait honneur à sa famille et à la race mutante, puis elle a souffert d'une dépression nerveuse quand elle a découvert qu'Ellie était morte.

### Illusion
Beaucoup plus tard, Negasonic Teenage Warhead a apparemment été considérée comme vivante en tant que membre de la dernière incarnation du cercle intérieur du Club des Damnés, au côté de Cassandra Nova, Sebastian Shaw, Perfection, et Emma Frost. Le nouveau Cercle intérieur a attaqué les X-Men à l'Institut Xavier. Alors que Shaw, Frost et Nova affrontaient Le Fauve, Wolverine et Colossus, Ellie annonça qu'elle avait fait un rêve concernant Shadowcat passant à travers le sol jusqu'au noyau de la Terre sans pouvoir s'arrêter.
Plus tard, Cyclope, qui était dans le coma, se réveille et commence à éliminer les membres du club avec un pistolet, y compris Ellie. Il est révélé, cependant, qu'Ellie et tous les autres membres du Club des Damnés étaient des projections de l'esprit d'Emma Frost ; ces projections ont disparu après qu'elles ont été révélées comme étant des illusions.
Après avoir entendu le nom de code de Negasonic Teenage Warhead, Kitty Pryde remarque que : "Wow, Nous sommes vraiment à court de noms."

### Necrosha
Pendant les événements de Necrosha, il est révélé que Negasonic Teenage Warhead fait partie de la population mutante de Genosha ressuscitée par le Transmode Virus par Séléné et Eli Bard. Cependant, contrairement aux autres mutants ressuscités, Ellie n'est pas sous le contrôle de Séléné comme on le voit quand elle refuse de dire son vrai nom à la Reine Noire.
Ellie périt apparemment une fois de plus lorsque la Reine Noire absorbe les âmes de toute la population mutante décédée de Genosha.

## Pouvoirs
Dans New X-Men  #115, Ellie était dans la classe de télépathie d'Emma Frost, ce qui fait vraisemblablement d'elle une télépathe. Dans la même publication, elle a déclaré qu'elle avait eu des cauchemars prémonitoires et des prémonitions. Elle prévoyait la destruction de Genosha.
Dans X-Force #24 Ellie est la seule personne consciente que Proteus a possédée. Destiny et elle montrent leurs capacités prémonitoires annonçant à Séléné le retour imminent de son cercle intérieur victorieux.
Dans les films Deadpool, le personnage a un pouvoir basé sur de la génération de force explosive et non pas sur des pouvoir psychiques.

## Apparitions dans d'autres médias

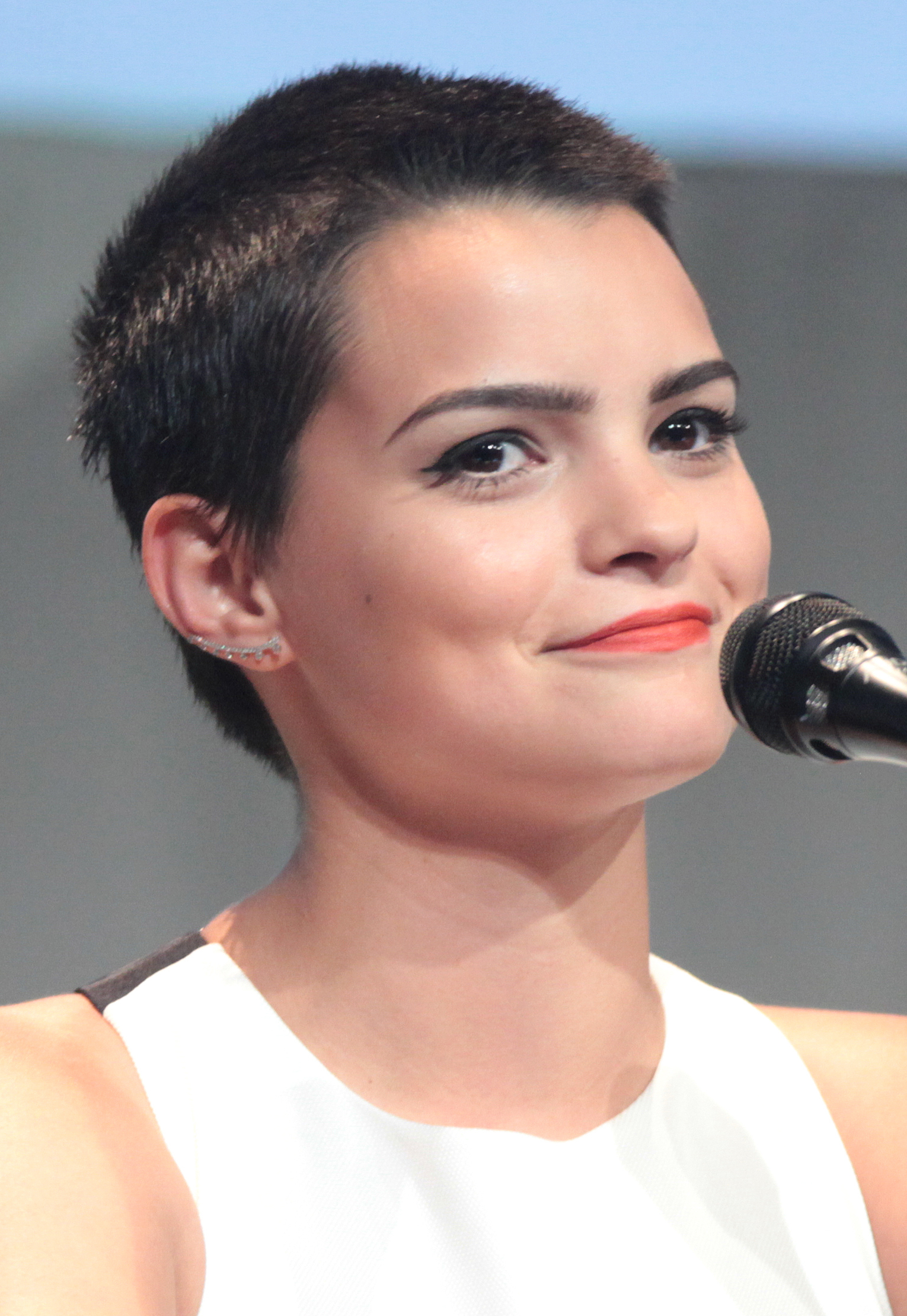
Brianna Hildebrand incarne Ellie Phimister/Negasonic Teenage Warhead dans le filmDeadpool (2016) et ses suites.

Sauf indication contraire, les informations mentionnées dans cette section peuvent être confirmées par la base de données cinématographiques IMDb,  présente dans la section « Liens externes ».

### Films
Interprétée par Brianna Hildebrand
- 2016 : Deadpool réalisé par Tim Miller – Partenaire de Colossus, Negasonic Teenage Warhead fait partie des X-Men et réside dans l'institut de Xavier. Deadpool a besoin de leur aide pour faire face au commando de Francis.
- 2018 : Deadpool 2 réalisé par David Leitch. Negasonic Teenage Warhead a une petite amie nommée Yukio.
- 2024 : Deadpool & Wolverine réalisé par Shawn Levy